# Antonio Faccilongo
Antonio Faccilongo est un reporter-photographe, photographe documentaire italien, réalisateur et professeur de photographie, né le 28 février 1979 à Rome.
Il est lauréat du World Press Photo Story of the Year en 2021.

## Biographie
Antonio Faccilongo est né à Rome en février 1979,. Il a commencé sa carrière de photographe de presse au quotidien romain Il Messaggero.
À partir de 2008, il commence à effectuer des reportages à l’étranger et s’intéresse particulièrement à l'Asie et au Moyen-Orient, particulièrement à Israël et à la Palestine, couvrant des questions sociales, politiques et culturelles.
Antonio Faccilongo enseigne la photographie à l’Académie des Beaux Arts de Rome. 
Il est récompensé par de nombreux prix dont le World Press Photo Story of the Year en 2021  pour sa série « Habibi » (« Mon amour »).
Ses photos sont publiées par de nombreux journaux et magazines dont National Geographic, Time, Stern, Der Spiegel, Le Monde, The New York Times, Geo, The Guardian, Paris Match, L’Espresso, et sont diffusées par l’agence Getty Images.

## Publications
Liste non exhaustive
- Habibi  (préf. Taha Muhammad Ali), New York, FotoEvidence Press., 2020 (ISBN 978-1-7324711-6-0)

## Prix et distinctions
Liste non exhaustive
- 2017 : Getty Editorial Grant[6]
- 2019 : Pictures of the Year International dans la catégorie « World Understand Award » pour sa série « Habibi »[7]
- 2020 : FotoEvidence Book Award with World Press Photo[5]

- 2021 : National Geographic Society's COVID-19 Emergency Fund for Journalists

- 2021 : World Press Photo Story of the Year pour sa série « Habibi »[8],[5]
- 2021 : World Press Photo, 1er prix dans la catégorie projet à long terme pour sa série « Habibi »[8],[9]